# Xã Easton, Quận Steele, Bắc Dakota
Xã Easton (tiếng Anh: Easton Township) là một xã thuộc quận Steele, tiểu bang Bắc Dakota, Hoa Kỳ. Năm 2010, dân số của xã này là 54 người.